# Куасси, Ксавье
Ксавье́ Лагле́ Куасси́ (фр. Xavier Laglais Kouassi; 28 декабря 1989, Сан-Педро, Кот-д’Ивуар) — ивуарийский футболист, полузащитник клуба «По».

## Клубная карьера
Свою футбольную карьеру Ксавье начал в Кот-д’Ивуаре, в клубе «Севе Спорт», проведя за который два сезона, перешёл в швейцарский «Серветт».
1 ноября 2011 года дебютировал в Швейцарской Суперлиге в матче против «Винтертура». Куасси с первых же матчей прочно занял место в основном составе. В сезоне 2009/10 провёл 17 матчей, в следующем — 23 встречи в чемпионате и ещё 2 в переходных играх.
В чемпионате Швейцарии 2011/12, проведя 24 игры, помог своему клубу занять 4 место и получить путёвку в Лигу Европы. 19 июля 2012 года дебютировал в еврокубках в матче против армянского «Гандзасара».
Летом 2013 года после окончания контракта с «Серветтом», покинувшим Суперлигу, Ксавье заключил соглашение сроком на три года со «Сьоном». За свой новый клуб Куасси дебютировал 21 июля 2013 года в игре с «Цюрихом».
В начале 2016 года клуб MLS «Нью-Инглэнд Революшн» объявил о подписании Куасси в качестве назначенного игрока. Он должен был начать выступления за американский клуб с июля, перейдя по свободному трансферу по окончании сезона в Европе. Однако 7 февраля 2016 года в матче «Сьона» с «Цюрихом» Куасси получил тяжёлую травму — разрыв передней крестообразной связки правого колена, и был вынужден пропустить 13 месяцев. За бостонцев он дебютировал только 18 марта 2017 года в матче против «Далласа». 31 мая 2017 года в матче против «Нью-Йорк Сити» забил свой первый гол в MLS. По окончании сезона 2017 «Нью-Инглэнд Революшн» не продлил контракт с Куасси.
14 февраля 2018 года Куасси вернулся в «Сьон». 19 марта 2020 года «Сьон» уволил Куасси и ещё восьмерых игроков, отказавшихся от понижения заработной платы в условиях прерывания чемпионата из-за пандемии коронавируса.
29 мая 2020 года Куасси подписал контракт с «Невшатель Ксамакс».
В сентябре 2020 года Куасси перешёл в клуб французской Лиги 2 «По».

## Карьера в сборной
Ксавье в 2011 году в составе олимпийской сборной Кот-д’Ивуара выступал на молодёжном чемпионате Африки до 23 лет в Марокко. На турнире полузащитник провёл 3 матча, его команда не смогла преодолеть групповой этап.
10 августа 2011 года Куасси, выйдя на замену в конце товарищеской встречи со сборной Израиля провёл свой дебютный матч за сборную. На поле Ксавье сменил Жервиньо.

## Достижения
«Сьон»
- Обладатель Кубка Швейцарии: 2014/15